# Salem (Baden)

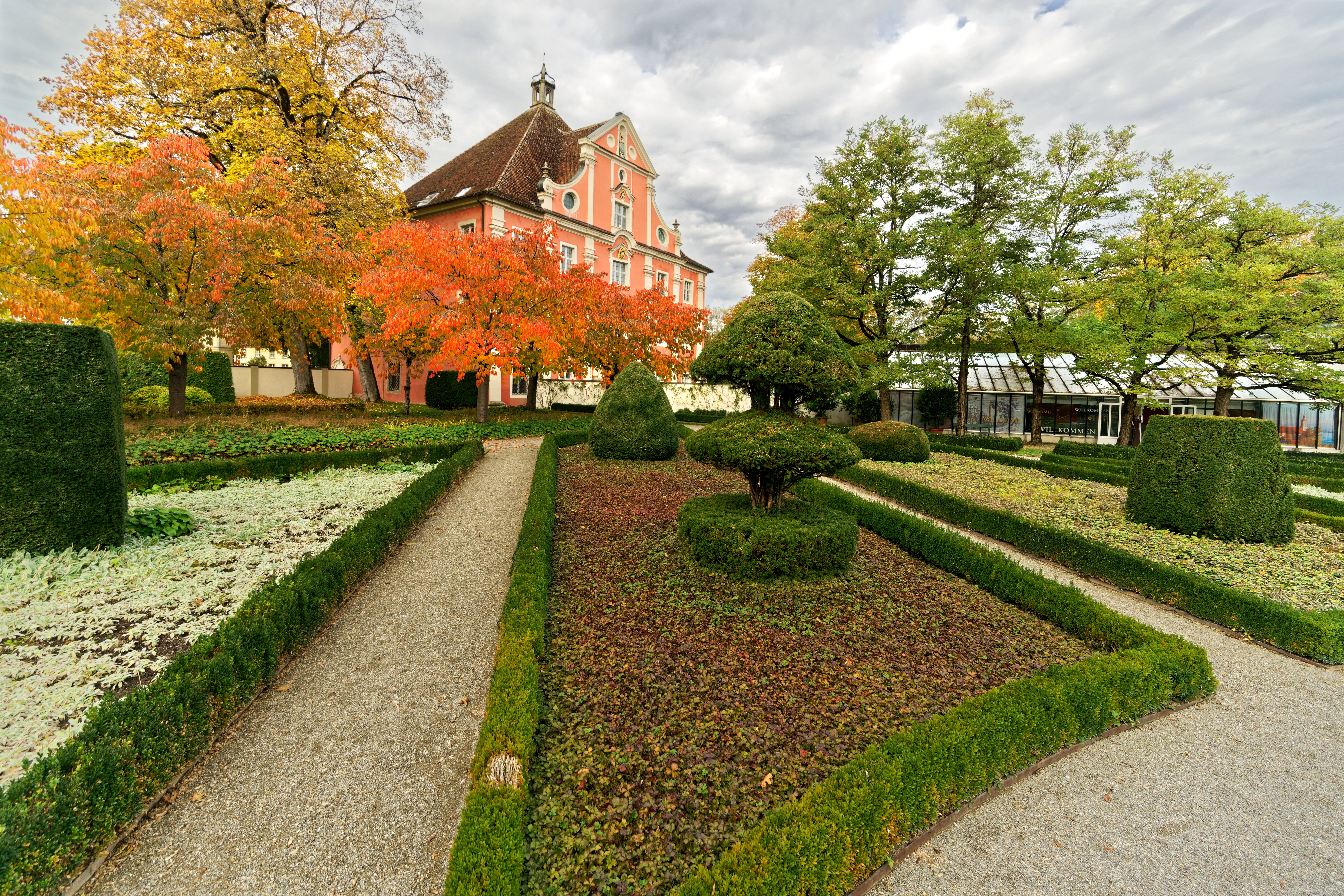
Jardines barrocos en el Palacio de Salem

Salem es un municipio situado en el distrito de Bodensee, en el estado federado de Baden-Wurtemberg (Alemania). Tiene una población estimada, a mediados de 2022, de 12 141 habitantes.
Está ubicado al sureste del estado, en la región de Tubinga, cerca de la orilla del lago de Constanza, que lo separa de Suiza y Austria.